# Petrorhagia alpina
Petrorhagia alpina är en nejlikväxtart. Petrorhagia alpina ingår i släktet klippnejlikor, och familjen nejlikväxter.

## Underarter
Arten delas in i följande underarter:
- P. a. alpina
- P. a. olympica